# عصفور ذهبي سوداني
عصفور ذهبي سوداني (الاسم العلمي: Passer luteus) (بالإنجليزية: Sudan Golden Sparrow)‏ هو نوع من الطيور يتبع جنس العصفور من فصيلة عصافير العالم القديم.